# Psevdoefedrin
Psévdoefedrín je učinkovina, ki se uporablja peroralno zlasti kot dekongestiv za lajšanje nosne kongestije. Periferno izkazuje simpatomimetično delovanje, podobno kot adrenalin. Centralno pa izkazuje podobne, a šibkejše učinke kot amfetamin in se zato uporablja (in zlorablja) tudi kot stimulans in budnost spodbujajoča učinkovina.
Kot dekongestiv je psevdoefedrin (v obliki sulfata ali klorida) sestavina več zdravil brez recepta; bodisi samostojno ali pogosteje v kombinaciji z drugimi učinkovinami, kot so antihistaminiki ali protibolečinske učinkovine (na primer paracetamol ali acetilsalicilna kislina).